# Fair Resource Foundation
Fair Resource Foundation, tot 2024 bekend als Recycling Netwerk Benelux (RNB), is een milieuorganisatie met als doel de productie van afval terug te dringen en hergebruik te bevorderen. De organisatie streeft naar betere wetgeving, houdt publiekscampagnes en overlegt met bedrijven. Regelmatig zoekt de organisatie het nieuws en publiceert rapporten over verschillende aspecten van afval.
De organisatie is gevestigd in Nederland maar is ook actief in België en neemt deel in het netwerk Zero Waste Europe. De stichting heeft vier bestuursleden die voor hun werk een onkostenvergoeding ontvangen. De stichting werkt samen met Europese partners en is lid van de stichting Break Free From Plastic.

## Doelstellingen
De stichting heeft zich als doel gesteld bij te dragen aan de reductie van de milieubelasting die wordt veroorzaakt door productie, consumptie en afdanking van producten en productsystemen, met bijzondere aandacht voor verpakkingen en verpakkingssystemen.
De organisatie ontvangt gelden van fondsen, overheden en bedrijven, waaronder Tomra, een producent van emballageautomaten.. Dat is daarom ook een vaak gehoorde kritiek tegen Fair Resource Foundation en de voorloper Recycling Netwerk, dat ze pleiten voor klassiek statiegeld omdat hun geldschieter enkel voordeel haalt indien er klassiek statiegeld wordt geïntroduceerd.

## Oprichting en activiteiten
Fair Resource Foundation werd in 2002 opgericht als Stichting voor milieuverantwoorde producten en verpakkingen. Als naam koos men echter voor Eco-Eco (European Coalition of Environmental and Consumer Organisations). In 2017 veranderde de officiële naam in Recycling Netwerk van Eco-eco.
In 2021 was Recycling Netwerk Benelux een van de organisaties die felle kritiek leverden op het Belgische bedrijf Fost Plus. Samen met Bond Beter Leefmilieu vroeg RNB de overheden maatregelen te nemen tegen het bedrijf omdat  Fost Plus een lobbyorganisatie voor grote bedrijven zou zijn en geen milieubedrijf, het zijn invloed zou gebruiken om een duurzaam afvalbeleid als statiegeldheffing tegen te gaan en de effectiviteit van de activiteiten van Fost Plus gering was en onjuist werd weergegeven: het zwerfvuil in Vlaanderen bleef toenemen en de door het bedrijf geleverde gegevens over recyclage klopten niet. RNB pleitte ervoor door Fost Plus gesteunde recyclingcampagnes stop te zetten omdat deze niet het probleem van wegwerpplastics aanpakten maar juist in het belang van het bedrijf zouden zijn.
In 2022 rapporteerde RNB over de grote hoeveelheid verpakkingsmateriaal die bij Nederlanders wordt bezorgd. Volgens de milieuorganisatie is veel hiervan onnodig. RNB pleitte voor het gebruik van verzendzakken en het afschaffen van plastic als verpakkingsmateriaal.
In datzelfde jaar meldde RNB dat de plannen om 90 procent gescheiden inzameling van blikjes te bereiken gefrustreerd werden door de fabrikanten en supermarkten en daarom onhaalbaar was. RNB pleitte er tevens voor om zwerfvuil terug naar de fabriek te sturen. De organisatie liet ook zien dat in drankblikjes aan de binnenkant een plastic beschermlaagje is aangebracht, wat politieke consequenties zou kunnen hebben omdat op dat moment voor plastic wel recyclingsmaatregelen bestonden maar voor blik niet.
Omdat de organisatie zich niet meer alleen op recycling richtte, werd in 2024 besloten om verder te gaan onder de nieuwe naam Fair Resource Foundation.